# حسن مير خاني
سيد حسن مير خاني (ت. 1410 هـ / 1990 م) هو خطاط، من أهل إيران.
لمع في الخط وخصوصا في خط النستعليق الذي مارسه لنحو خمسين عاما، ولُقب بسراج الکتاب. توفي بطهران عن عمر يناهز الثمانين.
ترك 23 أثرا فنياً بخطه، منها دواوين سعدي وحافظ الشيرازيين ومولوي.